# Отрадное (Ялта)
Отра́дное (ранее Магара́ч; укр. Відра́дне, крымскотат. Магъарач, Mağaraç) — посёлок городского типа на южном берегу Крыма. Входит в городской округ Ялта (Массандровский поселковый совет Ялтинского городского совета).

## География
Посёлок расположен примерно в 9 км (по шоссе) восточнее Ялты, на побережье Чёрного моря Южного берега Крыма, высота центра селения над уровнем моря 68 м, граничит с дорогой Симферополь — Ялта и с посёлком Массандра. До железнодорожного вокзала в Симферополе расстояние 79 км. Имеет транспортное сообщение с Ялтой (маршрутное такси).

## Современное состояние
На 2020 год в Отрадном числится 9 улиц; на 2009 год, по данным поссовета, посёлок занимал площадь 32,6 гектара (по другим данным 86,5 гектара) на которой проживало более 500 человек, действует ФАП. На территории посёлка, в парковой зоне, находится гостиничный комплекс «Рипарио», — бывший пансионат «Прибрежный», ещё раньше — санаторий им. Мориса Тореза (с 2000 года его парк признан памятником садово-паркового искусства).

## История
Магарач — старинное греческое село, первое документальное упоминание которого встречается в Джизйе дефтера Лива-и Кефе (Османских налоговых ведомостях) 1652 года, согласно которым, в селении Скити вместе с Магарач, Мангупского кадылыка Кефинского эялета Османской империи, числилось несколько десятков имён и фамилий налогоплательщиков-христиан — больше, чем в любом другом из перечисленных в ведомости поселений. Документальное упоминание селения встречается в «Османском реестре земельных владений Южного Крыма 1680-х годов», согласно которому в 1686 году (1097 год хиджры) Магараш входил в Мангупский кадылык эялета Кефе. Всего упомянуто 47 землевладельцев, все иноверцы, владевших 700,5 дёнюмами земли. После обретения ханством независимости по Кючук-Кайнарджийскому мирному договору 1774 года «повелительным актом» Шагин-Гирея 1775 года селение было включено в Крымское ханство в состав Бакчи-сарайского каймаканства Мангупскаго кадылыка, что зафиксировано и в Камеральном Описании Крыма… 1784 года. В другой части описания, среди перечня жилых деревень, Магарач уже не значится. В эти годы состоялось выселение в Приазовье крымских христиан — греков и армян. По «Ведомости о выведенных из Крыма в Приазовье христианах» А. В. Суворова, от 18 сентября 1778 года, из Магарача выехало попов — 1, Греков — 92 мужчины и 82 женщины, всего 174 души; записан Магарач и в ведомости митрополита Игнатия, но без указания числа убывших; по другим данным 175 человек (39 семей). В Камеральном Описании Крыма… 1784 года, в описи оставленных христианами домов, в Магараче мангупскаго кадылыка записано 34 пустых двора, с припиской, что Целы ль оныя дворы иль разорены в регистре каймаканском не показано. В Государственном архиве АР Крым хранится ведомость № 25 с описью оставленного выселенными из Магарача христианами имущества, в которой числится 40 хозяев и 38 жилищ (у Василия и Папаза в числе недвижимого имущества жилые постройки не значатся). За жителями Магарача числились 1 кладовая, половинная часть мельницы в Ай-Василе, 60 сенокосных участков, 79 садовых участка, 2 бахчи, 51 участок пашни под зерновыми культурами — 42,708 гектара (размер одного из участков не указан), 101 участок, засеянный льном, что составляет 39,99 га (без учёта 17 участков, размер которых в ведомости не указан), лён занимал 52 % посевной площади. В среднем на одну семью приходилось около 2,24 гектара пашни. Наиболее состоятельными жителями были: Папаз (священник, вероятно он указан в ведомости по Марсанде, как «Папаз Маразачли-Магарачли»), имел 2 сада, 3 луга, 5 льняных полей и 4 пашни, всего 5,718 гектара; Стерион, во владении дом, сад, 2 луга, 4,904 гектара пашни; Тирфе — дом, 4 сада, 1 луг, пашни 4,902 гектара пашни; Мугав Тодур — владел домом, 5 садами, 4,902 гектара пашни; Дмитрий — дом, 3 сада, 4,902 гектара пашни;, Василий, во владении дом, 6 садов, 2 луга, пашен 4,494 гектара; Трандафил — дом, 3 сада, 2 луга, половина мельницы, 4,088 гектара пашни и 4 льняных поля (размер не указан). Бедными можно считать Панаиот Бичакчи (Пичакчи?) (дом, который сгорел, и одно льняное поле 0,204 гектара), Алекса — во владении сгоревший дом, 1 луг, 1 сад и льняное поле 1,02 гектара и Демерджи Юрий (дом, 1 сад, льняных полей 0,816 гектара и одна пашня неопределенного размера). Эти сведения вполе согласуются с ведомостью «при бывшем Шагин Герее хане сочиненной на татарском языке о вышедших християн из разных деревень и об оставшихся их имениях в точном ведении его Шагин Герея» и переведённой 1785 году, в которой содержится список 40 жителей-домовладельцев деревни Магарач, с подробным перечнем имущества и земельных владений. У 12 жителей дома сожжены, 1 дом разорён, лишь у 1 записана кладовая и у 1 жителя жилья не значится. Из земельных владений практически у всех имелись пашни, льняные поля (у многих по 2 — 3 поля) и сады, многие владели лугами (сенокосы), записана 1 бахча.
Новая история посёлка начинается в 1828 году, когда в урочище Магарач из Судака было переведено училище виноградарства и виноделия, первым начальником которого был назначен директор Никитского ботанического сада Николай Гартвис. Уже на карте 1842 года обозначено «Урочище Магарач с владельческими садами» (в начале XIX века виноградник тоже назывался сад). В «Списке населённых мест Таврической губернии по сведениям 1864 года», составленному по результатам VIII ревизии 1864 года, в Ялтинском уезде записаны 6 владельческих дач Магарач: 2 на берегу моря (по 2 двора, 2 и 5 жителей), 2 при колодце (с 1 и 2 дворами и 3 и 5 жителями) и дача при роднике — 8 дворов и 112 человек. На трёхверстовой карте Шуберта 1865—1876 года вновь обозначено урочище Магарач, со многими строениями, но без указания числа дворов. В Статистическом справочнике Таврической губернии 1915 года в Дерекойской волости Ялтинского уезда к деревне Никита приписаны имения И. Т. Сливы «Урочище Магарач», М. А. Махницкого «Магарач» и «Отрадное».
После установления в Крыму Советской власти, по постановлению Крымревкома от 8 января 1921 года была упразднена волостная система и Магарач подчинили Ялтинскому району Ялтинского уезда. В 1922 году уезды получили название округов. Согласно Списку населённых пунктов Крымской АССР по Всесоюзной переписи 17 декабря 1926 года, в селе Магарач, Никитского сельсовета Ялтинского района, числилось 34 двора, все некрестьянские, население составляло 114 человек, из них 104 русских, 9 украинцев и 1 немец. Время переименования пока не установлено: в «Справочнике административно-территориального деления Крымской области на 15 июня 1960 года» уже фигурирует посёлок Отрадное в составе Массандровского поссовета. В 1971 году Отрадному присвоен статус посёлка городского типа. По данным переписи 1989 года в селе проживало 660 человек. С 12 февраля 1991 года селение в составе восстановленной Крымской АССР, 26 февраля 1992 года переименованной в Автономную Республику Крым. С 21 марта 2014 года — в составе Республики Крым России, с 5 июня 2014 года — в Городском округе Ялта

## Население
| 1979 | 1989 | 2001 | 2009 | 2010 | 2011 |
| ---- | ---- | ---- | ---- | ---- | ---- |
| 1185 | ↘669 | ↘585 | ↗643 | ↗651 | ↗659 |
| 2012 | 2013 | 2014 | 2016 |      |      |
| ↗673 | ↗680 | ↗707 | ↗730 |      |      |

Всеукраинская перепись 2001 года показала следующее распределение по носителям языка
| Язык       | Процент |
| ---------- | ------- |
| русский    | 84,36   |
| украинский | 14,43   |
| другие     | 0,34    |